# Цзо чжуань

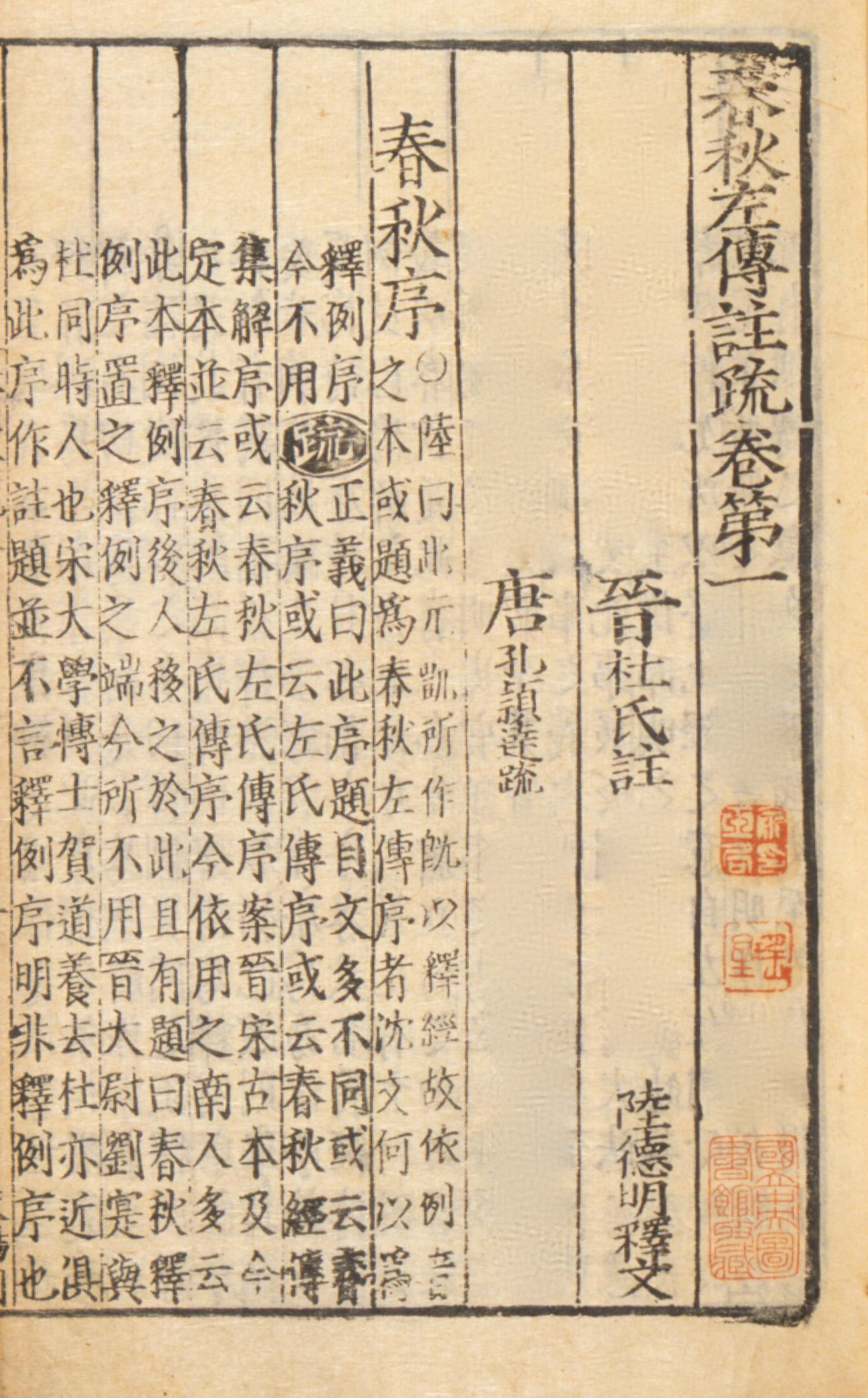
Цзо чжуань титульный лист, печать династии Мин (16 век)

«Цзо чжуань» (кит. 左傳, «комментарии Цзо») — памятник исторической прозы Древнего Китая, представляющий собой подробнейшие комментарии к краткой хронике «Чуньцю» о событиях периода Весны и Осени. Повествование охватывает период с 722 до 468 годы до н. э. (текст «Чуньцю» заканчивается несколько раньше — в 479 году до н. э.). Благодаря своей популярности комментарии Цзо во многом предопределили пути дальнейшего развития китайской исторической прозы.
Цзо чжуань является одним из важнейших источников по истории древнего Китая, прежде всего периода Чуньцю (771—453 гг. до н. э.). Памятник содержит ценнейший материал и по другим более ранним эпохам, в нём сохранились упоминания об истории Шан (ок. 1300—1027 гг. до н. э.) и Западного Чжоу (1027—771 гг. до н. э.). Этим Цзо чжуань отличается от двух других классических комментариев к Чунь цю — Гунъян чжуань («Комментарий Гунъяна») и Гулян чжуань («Комментарий Гуляна»), в которых даются толкования отдельных слов, понятий, объясняются поступки и т. п., а дополнительной исторической информации немного.
По словам Л. С. Васильева, «Великолепно владея литературным языком и умело используя законы почти детективного жанра, неизвестный автор (авторы?) комментария вскрывает мотивы действий различных персон, описывает их характеры, замыслы и поступки. Исторические деятели давно минувших дней под его кистью оживают». Васильев называет панораму «Цзо чжуань» эпической и считает её достойной заменой героическому эпосу, отсутствовавшему в Китае того времени.
Хуань Тань 桓譚 (ок.43 до н. э.-28 н. э.) характеризует важность «Цзо» следующим образом: «Если бы к канону [Чуньцю] не было комментария [Цзо], совершенномудрому бы пришлось обдумывать его за закрытой дверью на протяжении десяти лет, и даже тогда постижение было бы невозможно».

## Авторство
Традиционно сочинение «Цзо чжуань» приписывается Цзо Цюмину, который жил в царстве Лу в одно время с Конфуцием. Подробный комментарий и герменевтическое истолкование памятника принадлежат Хэ Сю (129—182). Согласно современным данным, книга не могла быть составлена ранее 389 г. до н. э. Как считается, содержание текста, в частности наличие в нём многочисленных «сбывшихся» предсказаний о судьбе царств, а также особенности языка заставляют датировать его рубежом IV—III веков до н. э. С другой стороны, знаменитое несбывшееся предсказание о том, что «Цинь больше никогда не вторгнется на восток» служит свидетельством наиболее поздней датировки текста.
Версия создания «Цзо чжуань» в царстве Лу подтверждается тем, что летопись упоминает луских правителей только по титулу гун, в то время как другие называются по именам; кроме того, посетители Лу из других государств описываются как «приходящие», а само царство Лу называется «нашим» и сохраняется в качестве повествовательного центра на протяжении всего произведения. Интерполяции в тексте составляют не более 3 % (6000 иероглифов), что, таким образом, опровергает мнение Гу Цзегана о многослойном (диахроническом) образовании «Цзо чжуань»
По наблюдению Чжао Фана (1319—1369, дин. Юань), язык «Цзо чжуань» не соответствует стилю эпохи Воюющих царств. Суммируя ряд текстологических и археологических аргументов, Ю.Пинес выдвинул гипотезу о том, что произведение было скомпилировано в 5 в. до н. э. с использованием более ранних архивных материалов; таким образом, Пинес использует «Цзо чжуань» для анализа интеллектуальной деятельности доконфуцианского Китая.

## Содержание и стиль
Текст порядка 180 000 иероглифов представляет собой самый крупный памятник китайской литературы доимперского периода.
Текст «Цзо чжуань» обнаруживает параллели с почти 2/3 текста «Го юй», однако повествование в первом сочинении отличается хронологичностью и бо̀льшим единством подачи при отсутствии строгой идеологической унификации.

## 君子曰 и комментарии «Конфуция»
Текст сопровождается двумя типами ранних комментариев, первый из которых (более многочисленный) относится к безымянному «благородному мужу», а второй приписывается Конфуцию. Традиционно безымянный комментатор отождествлялся с Лю Синем, редактором и астрономом, сотрудничавшим с узурпатором-Ван Маном и за это получившим дурную славу от интеллектуалов имперского периода.